# 王貞治 (小惑星)
王貞治（おうさだはる、61189 Ohsadaharu）は小惑星帯（メインベルト）に位置する小惑星。

## 概要
2000年7月8日、岡山県井原市の美星スペースガードセンターの小惑星観測プロジェクト  BATTeRS（Bisei Asteroid Tracking Telescope for Rapid Survey; バッターズ）によって発見された。観測記録を遡ると、1999年4月11日にローウェル天文台で観測されていたことがわかっている。

## 名称
日本を代表する元プロ野球選手の王貞治から命名された。これは、日本スペースガード協会の理事を務める九州大学の山岡均助教授が、小惑星番号61189に現役時代の背番号「1」やホークス監督時代の背番号「89」が含まれ、王の名を付けることが相応しいということから発案したものである。2015年7月に本人の承諾を得て命名を申請していた。小惑星センターは「王貞治は生涯本塁打数868本の世界記録を持つ世界的に知られるプロ野球選手。彼はまた日本代表チームの監督として2006 ワールド・ベースボール・クラシックで優勝した。」と、紹介している。